# Орёл Сулеймана
Орёл Сулеймана — бронзовая фигура орла, изготовленная в конце VIII века нашей эры в Арабском халифате. Обнаружена в XIX веке в башенном комплексе Эрзи в Ингушетии. Здесь, в Эрзи (с инг. «Орёл») фигура почиталась в качестве герба.

## История
В 1931 году фигура была вывезена известным кавказоведом Н. Яковлевым в Санкт-Петербург, где экспонируется в зале Государственного Эрмитажа, посвящённого Арабскому Халифату.
Орёл Сулеймана является одним из национальных символов Республики Ингушетия. В. Виноградов писал об особом почитании, которым сильные птицы пользовались у местных горцев-ингушей, так как орел был тотемом жителей Эрзи.
«Орёл Сулеймана» является древнейшим точно датированным бронзовым предметом стран Ближнего Востока после появления здесь религии — ислама.
17 марта 2013 года в Эрмитаж передал копию «Орла Сулеймана» Ингушскому государственному музею краеведения.

## Особенности
Статуэтка высотой 38 см. Изготовленная из бронзы. Инкрустирована серебром и медью. Внутри полая и могла использоваться в качестве сосуда. В области шеи выгравирована надпись на арабском языке:
في اسم الرحمن الرحيم، الله الرحيم»
В переводе на русский гласящая: «Во имя Аллаха Всемилостивого, Всемилосердного». С противоположной стороны выбито имя мастера-изготовителя «Сулейман» и дата изготовления — 189 год хиджры (соответствует 796—797 гг. григорианского календаря).
На официальном сайте Эрмитажа указано, что информация о месте изготовления статуэтки не читается, однако в научной среде распространено мнение, что данный реликт изготовлен в городе Басра (ныне Республика Ирак) — одном из культурных и ремесленных центров Арабского халифата. В мире сохранились ещё три аналогичных по форме статуэтки (в Музее исламского искусства в Берлине, в г. Лукка в Италии и в монастыре Св. Екатерины на Синае), но только на экземпляре, хранящемся в Эрмитаже, указана дата изготовления, и, возможно, он является старейшим из этих четырёх фигурных сосудов.